# Detective Chinatown 3
Detective Chinatown 3 (Chinees: 唐人街探案 3; pinyin: Tángrénjiē tàn àn 3) is een Chinese komische actiefilm uit 2021, geregisseerd en geschreven door Chen Sicheng. De film is een vervolg op Detective Chinatown 2 uit 2018 en is het derde deel in de Detective Chinatown-filmreeks.
De film vestigde verschillende box office-records, waaronder het grootste openingsweekend ooit in één gebied. Met een omzet van meer dan 686 miljoen Amerikaanse dollar is het de zesde meest winstgevende film van 2021 en ook de zesde hoogste niet-Engelse film aller tijden.

## Verhaal
Na de gebeurtenissen in Bangkok (Detective Chinatown) en New York (Detective Chinatown 2) worden Tang Ren en Qin Feng uitgenodigd om in Tokio een ander misdrijf te onderzoeken dat daar heeft plaatsgevonden, wat leidt tot een strijd tussen de sterkste rechercheurs van Azië.

## Rolverdeling
| Acteur            | Personage        |
| ----------------- | ---------------- |
| Wang Baoqiang     | Tang Ren         |
| Liu Haoran        | Qin Feng         |
| Satoshi Tsumabuki | Hiroshi Noda     |
| Tony Jaa          | Jack Jaa         |
| Masami Nagasawa   | Kobayashi Anna   |
| Shōta Sometani    | Akira Murata     |
| Honami Suzuki     | Yoshiko Kawamaru |
| Tadanobu Asano    | Naoki Tanaka     |
| Tomokazu Miura    | Watanabe         |
| Shang Yuxian      | Kiko             |
| Zhang Zifeng      | Snow             |
| Andy Lau          | Q-leider (cameo) |

## Release
De film was oorspronkelijk gepland voor release in China voor het Chinees Nieuwjaar 2020, maar de release in China werd uitgesteld vanwege de COVID-19-pandemie in China. De film werd verplaatst en uitgebracht op 12 februari 2021.

## Ontvangst
Op Rotten Tomatoes heeft Detective Chinatown 3 een waarde van 60% en een gemiddelde score van 6,00/10, gebaseerd op 5 recensies. Op Metacritic is de film nog niet beoordeeld.